# RS-817
Pour les articles homonymes, voir Route 817.
La RS-817 est une route locale du Nord-Ouest de l'État du Rio Grande do Sul reliant la RS-332, depuis la municipalité d'Espumoso, à la limite entre les communes de Jacuizinho et Salto do Jacuí. Elle dessert les communes d'Espumoso, Alto Alegre, Campos Borges et Jacuizinho, et est longue de 40,380 km.